# ستيوارت ميليغان
ستيوارت ميليغان (بالإنجليزية: Stuart Milligan)‏ هو ممثل أمريكي، ولد في 10 سبتمبر 1953 ببوسطن في الولايات المتحدة.

## وصلات خارجية
- ستيوارت ميليغان على موقع IMDb (الإنجليزية)
- ستيوارت ميليغان على موقع روتن توميتوز (الإنجليزية)
- ستيوارت ميليغان على موقع ألو سيني (الفرنسية)
- ستيوارت ميليغان على موقع ميوزك برينز (الإنجليزية)
- ستيوارت ميليغان على موقع أول موفي (الإنجليزية)
- ستيوارت ميليغان على موقع قاعدة بيانات الأفلام السويدية (السويدية)
- ستيوارت ميليغان على موقع قاعدة بيانات الفيلم (الإنجليزية)
- ستيوارت ميليغان على موقع كينوبويسك (الروسية)